# الإنكليزي القح
الإنكليزي القحّ هي قصيدة ساخرة نشرت عام 1701 وكتبها الروائي والشاعر دانييل ديفو مدافعًا عن ويليام ملك إنجلترا حينها والذي كان قد ولد في هولندا. ينتقد الشاعر في هذه القصيدة فكرة نقاء العرق الإنجليزي وسرعان ما اشتهرت هذه القصيدة. 

هكذا نشأ من خلائط شتّى 